# Graciella flavovittata
Graciella flavovittata är en skalbaggsart som beskrevs av Teocchi och Henri L. Sudre 2003. Graciella flavovittata ingår i släktet Graciella och familjen långhorningar. Inga underarter finns listade i Catalogue of Life.